# Zuider Stoomtramweg-Maatschappij
De Zuider Stoomtramweg-Maatschappij (ZSM) is een voormalig openbaarvervoerbedrijf uit de Nederlandse provincie Noord-Brabant. ZSM was het eerste stoomtrambedrijf in Noord-Brabant en het tweede in Nederland. De ZSM exploiteerde de tramlijn Breda - Oosterhout, de tramlijn Oosterhout - Tilburg en de tramlijn Oosterhout - Keizersveer.

## Oprichting en bedrijfsleiding
Op 1 maart 1879 gaf het ministerie van Handel en Nijverheid een concessie af voor het aanleggen van tramsporen langs de Rijksweg van Breda naar Oosterhout. Deze werd aangelegd in Kaapspoor (1067 mm). De concessies gingen naar dhr. S. Brons en J. Levelt. Deze richtten samen op 3 juni 1880 in Breda de Zuider Stoomtramweg-Maatschappij (ZSM) op. Na het verkrijgen van vergunningen van de gemeenten Breda en Oosterhout werd op 10 juli de concessie overgedragen aan ZSM en werd dhr. Levelt een van de commissarissen terwijl de weg van dhr. Brons zich afscheidde.
De eerste directeur was Jhr. J.H. van Reigersberg Versluys die echter reeds op 1 januari 1883 wegging om directeur te worden van de Gooische Stoomtram. Op 15 januari 1883 nam C.F. Loder zijn functie over. Voorheen was hij adjunct-inspecteur der Maatschappij tot Exploitatie van Staatsspoorwegen. Wegens het bereiken van de pensioengerechtigde leeftijd werd hij op 1 januari 1918 opgevolgd door de heer G.J. van Wieringhen Borski, die voorheen chef van exploitatie was bij Tramweg-Maatschappij De Meijerij (TM).

## Aanleg tramlijn Breda - Oosterhout
De aanleg van de lijn vond plaats na het verkrijgen van de vergunningen en op 26 september 1880 werd de lijn geopend. De lijn begon in Breda bij het station van de Staatsspoorwegen. De tram reed aanvankelijk 5 keer per dag op en neer. De werkplaats en remise kwam in Breda te liggen.

## Goederen
ZSM vervoerde in het begin alleen passagiers. Poststukken werden in de personenwagens mee vervoerd. Pas enige tijd later werden goederenwagens aangekoppeld. ZSM had hoge verwachtingen van goederenvervoer en tot 1883 was er een stijging in de vervoerde goederen. Maar deze nam spoedig af en in 1886 staakte ZSM het goederenvervoer voor het grootste deel.

## Vergroting
Op 1 april 1881 opende ZSM de tramlijn Oosterhout - Willemsveer en op 19 juni 1881 werd dit traject verlengd naar Keizersveer. Tot 28 januari 1882 kon op het laatste deel niet met de stoomtram gereisd worden omdat de brug bij Raamsdonk de locomotieven niet aankon. Tot de opening van de nieuwe brug werd dit stuk bediend door een paardentram. In 1882 werd de werkplaats in Breda vergroot maar de capaciteit bleef te klein waardoor reparaties gedeeltelijk uitbesteed moesten worden.

## Concurrentie en samenwerking in Tilburg
In 1896 projecteerde ZSM een nieuwe lijn van Kaatsheuvel via Dongen naar Tilburg. ZSM begon concurrentie te ondervinden van de Hollandsche Buurtspoorwegen (HB), dat lijnen wilde aanleggen van Dongen naar Waalwijk en Dongen naar Tilburg. Onderzoek raadde ZSM af om een concessie aan te vragen. Toen HB plannen maakte voor een lijn van Waalwijk via Kaatsheuvel naar Dongen besloot ZSM toch de tramlijn Dongen - Tilburg aan te leggen uit vrees voor concurrentie. Eind 1899 werden vergunningen aangevraagd en in 1902 werd de concessie afgegeven. In Tilburg ondervond ZSM problemen van HB, die inmiddels de lijn Waalwijk - Tilburg exploiteerde. Deze weigerde ZSM toegang tot haar spoor te verlenen waardoor het voor ZSM niet mogelijk was om een lucratief eindpunt bij het treinstation van de Staatsspoorwegen in Tilburg te realiseren. ZSM probeerde daardoor een alternatieve route aan te leggen, maar het bestuur van de stad werkte dit tegen. In 1901 stelde HB zich dan toch bereid om haar spoor te delen met ZSM en ZSM kocht enkele panden langs het spoor om een emplacement aan te leggen. Door de samenwerking tussen de twee stoomtrambedrijven besloot de stad een stuk grond langs het spoor te kopen om een gezamenlijk emplacement voor ZSM en HB aan te leggen.

## Teloorgang
Tijdens de Eerste Wereldoorlog ging het bergafwaarts. Brandstof was schaars waardoor de prijzen omhoog gingen waardoor reizigers wegbleven. Na de oorlog werd dit door de komst van de autobus niet beter. Particulieren begonnen te concurreren met de tram. Het eerste bedrijf Aurora werd door ZSM met eigen autobussen bestreden en exploiteerde sindsdien naast stoomtrams ook enkele autobussen. De situatie ging echter achteruit en in mei 1931 werden de complexen in Breda ontruimd en verkocht. Van de NS kreeg ZSM een stuk grond beschikbaar waar een autobusgarage werd opgezet. Hier werd ook een kleine stalling voor de tramrijtuigen gebouwd. De werkplaatsen gingen naar Oosterhout. Vanaf 15 mei 1932 legde de ZSM buslijnen parallel aan al haar tramlijnen aan. Vanaf 7 oktober 1934 reden er geen personentrams meer en de goederentrams reden nog tot 7 oktober 1936 op de lijn Breda - Oosterhout Willemsveer en tot 11 januari 1937 op de lijn Oosterhout - Dongen - Tilburg.

## Fusie tot BBA
Reeds in maart 1931 had ZSM plannen om te fuseren met de Zuid-Nederlandsche Stoomtramweg-Maatschappij (ZNSM). De overheid stond dit echter niet toe. Deze wilde alle noodlijdende stoomtramwegmaatschappijen in Noord-Brabant samenvoegen. Daarvoor werd op 29 juni 1934 de Brabantsche Buurtspoorwegen en Autodiensten opgericht. Samen met de andere vijf stoomtramwegmaatschappijen droeg ZSM haar concessies over aan de nieuwe BBA. De eigendommen werden verhuurd aan BBA. Op 1 juli 1935 droegen alle bedrijven ook hun bezittingen over waardoor ze ophielden te bestaan als actieve tramwegmaatschappijen. De ZSM droeg het volgende materieel over: 9 locomotieven, 20 rijtuigen, 62 goederenwagens, 1 motorwagen, 4 autobussen en 11 vrachtwagens.
ZSM werd een slapende maatschappij en kreeg een deel van de aandelen van de BBA, 1/6 van de aandelen die naar de gezamenlijke voormalige tramwegmaatschappijen ging. Op 7 oktober 1934 staakte BBA de laatste tramlijnen van ZSM en ging volledig over op autobussen.

## Trammaterieel ZSM
| Soort materieel                | Nummering | Bouwjaar                                               | Fabrikant                                         | Jaar laatste buiten dienststelling | Opmerkingen                                                                                       |
| ------------------------------ | --------- | ------------------------------------------------------ | ------------------------------------------------- | ---------------------------------- | ------------------------------------------------------------------------------------------------- |
| 2-assige stoomtramlocomotief   | 1-6       | 1880 (1-3), 1881 (4-6)                                 | SLM te Winterthur                                 | 1908-1918                          | Trekkracht: 1170 kg                                                                               |
| 2-assige stoomtramlocomotief   | 7         | 1889                                                   | Backer & Rueb, Breda                              | 1935                               | Trekkracht: 1310 kg                                                                               |
| 2-assige stoomtramlocomotief   | 8-15      | 1901 (8), 1902 (9-10), 1904 (11), 1907 (12-13) en 1908 | Hanomag, Hannover-Linden                          | 1937                               | Trekkracht: 2160 kg. Een messing schaalmodel van type wordt gemaakt door het bedrijf ETCh Models. |
| Verbrandingsmotorrijtuig       | (1)       | 1922                                                   | DWK ?                                             | ?                                  | Trekkracht: 100 pk. Een messing schaalmodel van type wordt gemaakt door het bedrijf ETCh Models.  |
| Verbrandingsmotorrijtuig       | (AB 40)   | 1924                                                   | DWK, Kiel                                         | ?                                  | Trekkracht: 120 pk                                                                                |
| Verbrandingsmotorrijtuig       | Railbus   | 1932                                                   | Minerva                                           | ?                                  | Trekkracht: ? pk                                                                                  |
| Rijtuig I                      | 1-3       | 1880                                                   | Beijnes, Haarlem                                  | 1935                               | 14 zitplaatsen                                                                                    |
| Rijtuig II                     | 4-7       | 1880                                                   | Beijnes, Haarlem                                  | 1935                               | 16 zitplaatsen                                                                                    |
| Rijtuig II                     | 8-13      | 1881                                                   | Beijnes, Haarlem                                  | 1935                               | 16 zitplaatsen                                                                                    |
| Rijtuig I                      | 14-16     | 1881                                                   | Beijnes, Haarlem                                  |                                    | 14 zitplaatsen                                                                                    |
| Rijtuig II                     | 14'       | 1889                                                   | Beijnes, Haarlem                                  | 1935                               | 16 zitplaatsen                                                                                    |
| Rijtuig I                      | 17-19     | 1899                                                   | Métallurgique Nijvel                              | 1935                               | 16 zitplaatsen                                                                                    |
| Rijtuig I/II                   | 20-22     | 1904                                                   | Pennock & Co., 's-Gravenhage                      | 1937                               | 32 zitplaatsen. Een messing schaalmodel van type wordt gemaakt door het bedrijf ETCh Models.      |
| Rijtuig I/II                   | 23-24     | 1905                                                   | Pennock & Co., 's-Gravenhage                      | 1937                               | 32 zitplaatsen                                                                                    |
| Rijtuig II                     | 25        | 1904                                                   | Pennock & Co., 's-Gravenhage                      | 1935                               | 42 zitplaatsen                                                                                    |
| Rijtuig II                     | 26-27     | 1898 (1922 bij ZSM)                                    | Métallurgique Nijvel                              | 1935                               | 30 zitplaatsen                                                                                    |
| Rijtuig I/II                   | 28-29     | 1909 (1922 bij ZSM)                                    | Allan, Rotterdam                                  | 1935                               | 34 zitplaatsen                                                                                    |
| Rijtuig II                     | 30-31     | 1889 (1923 bij ZSM)                                    | The Falcon Engine & Car Works Corp., Loughborough | 1936                               | 30 zitplaatsen                                                                                    |
| Rijtuig I/II                   | 32        | 1899 (1923 bij ZSM)                                    | The Falcon Engine & Car Works Corp., Loughborough | 1935                               | 40 zitplaatsen                                                                                    |
| Rijtuig II                     | 33-34     | 1927 (1929 bij ZSM)                                    | Ateliers de construction à Roeulx                 | 1937                               | 30 zitplaatsen                                                                                    |
| Gesloten goederenwagen type 5  | 1-3       | 1880                                                   | Beijnes, Haarlem                                  | 1936                               | l.o.b. 4040 mm. Laadoppervlakte: 7,12 m².                                                         |
| Gesloten goederenwagen type 5  | 4         | 1883                                                   | Beijnes, Haarlem                                  | 1936                               | l.o.b. 4040 mm. Laadoppervlakte: 7,12 m².                                                         |
| Open goederenwagen type 7      | 5-6       | 1883                                                   | Beijnes, Haarlem                                  | 1918                               | Laadoppervlakte: 7,19 m².                                                                         |
| Open goederenwagen type 7      | 7-8       | 1886                                                   | Beijnes, Haarlem                                  | 1936                               | l.o.b. 5030 mm. Laadoppervlakte: 8,29 m².                                                         |
| Open goederenwagen type 7      | 9-10      | 1888                                                   | Beijnes, Haarlem                                  | 1936                               | l.o.b. 5030 mm. Laadoppervlakte: 8,29 m².                                                         |
| Gesloten goederenwagen type 5  | 11        | 1884                                                   | Waggonfabrik Herbrand, Köln-Ehrenfeld             | 1934                               | ex-RTM/IJSM. l.o.b. 4550 mm. Laadoppervlakte: 5,83 m².                                            |
| Open goederenwagen type 10     | 12-13     | 1893                                                   | Beijnes, Haarlem                                  | 1936                               | l.o.b. 5300 mm. Laadoppervlakte: 8,29 m².                                                         |
| Gesloten goederenwagen type 10 | 14-15     | 1897                                                   | Métallurgique Nijvel                              | 1936                               | l.o.b. 4760 mm. Laadoppervlakte: 7,79 m².                                                         |
| Open goederenwagen type 10     | 16-17     | 1897                                                   | Métallurgique Nijvel                              | 1936                               | l.o.b. 4600 mm. Laadoppervlakte: 8,15 m².                                                         |
| Open goederenwagen type 10     | 18-21     | 1901                                                   | Métallurgique Nijvel                              | 1936                               | l.o.b. 4600 mm. Laadoppervlakte: 8,15 m².                                                         |
| Gesloten goederenwagen type 10 | 22-23     | 1901                                                   | Métallurgique Nijvel                              | 1936                               | l.o.b. 4760 mm. Laadoppervlakte: 7,79 m².                                                         |
| Open goederenwagen type 10     | 24-39     | 1902                                                   | Nijmeegsche Machine Fabriek (NMF)                 | 1936                               | l.o.b. 5180 mm. Laadoppervlakte: 7,85 m².                                                         |
| Bagagewagen type 5             | 40-42     | 1905                                                   | Pennock & Co., 's-Gravenhage                      | 1936                               | l.o.b. 5180 mm. Laadoppervlakte: 8,11 m².                                                         |
| Platte wagen type 8            | 43-44     | 1907                                                   | Nijmeegsche Machine Fabriek                       | 1936                               | l.o.b. 5180 mm. Laadoppervlakte: 7,60 m².                                                         |
| Open goederenwagen type 8      | 45-50     | 1907                                                   | Nijmeegsche Machine Fabriek                       | 1936                               | l.o.b. 5180 mm. Laadoppervlakte: 7,85 m².                                                         |
| Open goederenwagen type 10     | 51-62     | 1916                                                   | Nijmeegsche Machine Fabriek                       | 1936                               | l.o.b. 5180 mm. Laadoppervlakte: 7,90 m².                                                         |
| Gesloten goederenwagen type 10 | 5n        | 1924                                                   | ZSM, Tilburg                                      | 1936                               | l.o.b. 5950 mm. Laadoppervlakte: 8,60 m².                                                         |
| Gesloten goederenwagen type 10 | 2n        | 1926                                                   | ZSM, Tilburg                                      | 1937                               | l.o.b. 5950 mm. Laadoppervlakte: 8,60 m².                                                         |
| Rolbok                         | 1-3       | 1880                                                   | SLM te Winterthur                                 | Onbekend                           | l.o.b. 7000 mm.                                                                                   |
| Rolbok                         | 4-5       | 1881-1882                                              | SLM te Winterthur                                 | 1917                               | l.o.b. 7000 mm.                                                                                   |

Het bedrijf ETCh Models maakt diverse schaalmodellen van trammaterieel van de ZSM.